# Mouzon (Charente)
Pour les articles homonymes, voir Mouzon.
Mouzon (Mausom en limousin, dialecte occitan) est une commune du Sud-Ouest de la France, située dans le département de la Charente (région Nouvelle-Aquitaine).
Ses habitants sont les Mouzonnais et les Mouzonnaises.

## Géographie

### Localisation et accès
Mouzon se trouve en Charente limousine, dans le canton de Montembœuf. C'est une commune assez grande en surface, allongée du nord au sud, peu peuplée. Elle est à 40 km à l'est d'Angoulême et 6 km à l'est de Montembœuf.
Elle est aussi 4 km au nord-ouest de Massignac, 10 km au sud de Roumazières-Loubert et Chabanais, 13 km à l'est de Chasseneuil, 17 km à l'ouest de Rochechouart, 19 km de La Rochefoucauld et 24 km au sud de Confolens, sa sous-préfecture, et 50 km à l'ouest de Limoges.
À l'écart des routes importantes, le bourg est desservie par la D 164, route nord-sud qui va de Suris au Lindois et la D 162 qui va de Chabanais et Lésignac à Montembœuf. La D 94, autre petite départementale de Massignac à Cherves et Chasseneuil traverse la commune au sud du bourg, et la D 13, route plus importante reliant Angoulême et Limoges par La Rochefoucauld à Rochechouart, passe en limite sud de la commune.
La gare la plus proche est celle de Roumazières ou de Chabanais, desservie par des TER à destination d'Angoulême et de Limoges.

### Hameaux et lieux-dits
Le bourg est situé au nord de la commune, qui contient quelques hameaux comme Sargnac, Chablanc, Landencie, Chez Ladrat, Chez Mourgou, l'Age Bonnaud, les Mottes, etc..

### Communes limitrophes
|                   | Lésignac-Durand |           |
| Cherves-Châtelars | Mouzon          | Massignac |
|                   | Le Lindois      |           |

### Géologie et relief
La commune se trouve dans la partie occidentale du Massif central et à la limite occidentale de l'emprise du cratère de la météorite de Rochechouart.
Son sous-sol est principalement composé de gneiss,,.
La commune est assez élevée par rapport au reste du département. Son altitude moyenne est de 280 m et elle culmine à 316 m à l'ouest, à la Croix des Mottes. Son point le plus bas, 220 m, est à l'est en direction du lac du Mas Chaban qui occupe la vallée de la Moulde.

### Hydrographie

#### Réseau hydrographique

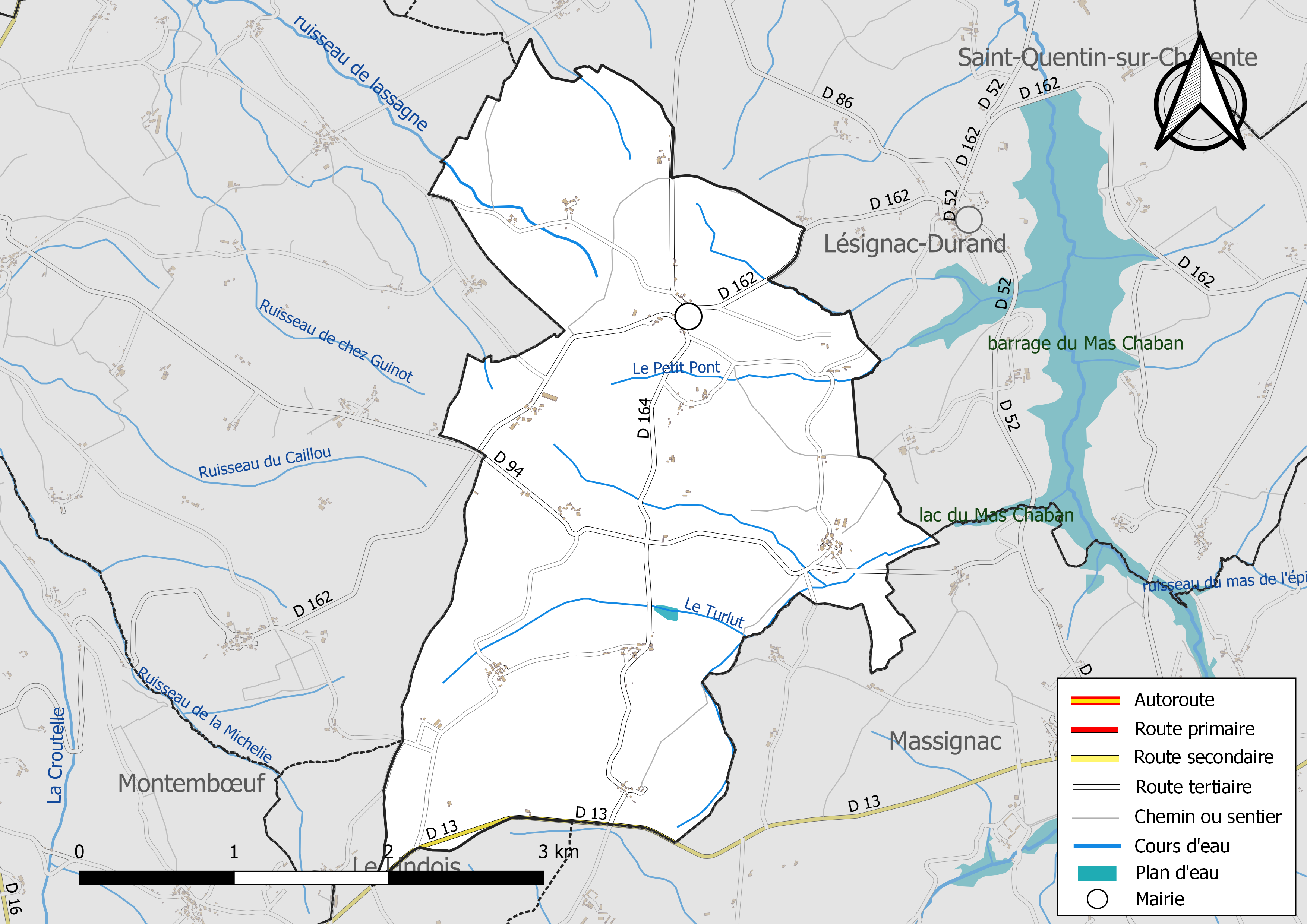
Réseaux hydrographique et routier de Mouzon.

La commune est située dans le bassin versant de la Charente au sein du Bassin Adour-Garonne. Elle est drainée par le ruisseau de lassagne, le Petit Pont, le Turlut et par divers petits cours d'eau, qui constituent un réseau hydrographique de 12 km de longueur totale,.
La commune est sur le versant ouest de la vallée de la Moulde, premier affluent important de la Charente qui coule vers le nord mais ne passe pas dans la commune.
Quelques petits affluents de la Moulde prennent naissance dans la commune et coulent vers l'est. Du sud au nord, on a le Turlut qui prend sa source à Sargnat et passe chez Mourgout, et le Petit Pont, ruisseau qui naît au sud du bourg et se jette à Lésignac.
Le ruisseau de Montauvet, ruisseau temporaire du bassin de la Bonnieure, autre affluent de la Charente, naît au nord-ouest de la commune et coule vers le nord-ouest.
Le sol imperméable est propice à quelques petites retenues d'eau.

#### Gestion des eaux
Le territoire communal est couvert par le schéma d'aménagement et de gestion des eaux (SAGE) « Charente ». Ce document de planification, dont le territoire correspond au bassin de la Charente, d'une superficie de 9 300 km2, a été approuvé le 19 novembre 2019. La structure porteuse de l'élaboration et de la mise en œuvre est l'établissement public territorial de bassin Charente. Il définit sur son territoire les objectifs généraux d’utilisation, de mise en valeur et de protection quantitative et qualitative des ressources en eau superficielle et souterraine, en respect des objectifs de qualité définis dans le troisième SDAGE  du Bassin Adour-Garonne qui couvre la période 2022-2027, approuvé le 10 mars 2022.

### Climat
Comme toute la Charente limousine, le climat est océanique dégradé. La température est plus basse et les précipitations plus nombreuses que dans le reste de la Charente.

### Végétation
La commune est assez boisée, même si les bois sont très épars au milieu du bocage. La Forêt est un bois important (environ 30 ha) au nord-ouest du bourg.

## Urbanisme

### Typologie
Au 1er janvier 2024, Mouzon est catégorisée commune rurale à habitat très dispersé, selon la nouvelle grille communale de densité à 7 niveaux définie par l'Insee en 2022.
Elle est située hors unité urbaine et hors attraction des villes,.

### Occupation des sols
L'occupation des sols de la commune, telle qu'elle ressort de la base de données européenne d’occupation biophysique des sols Corine Land Cover (CLC), est marquée par l'importance des territoires agricoles (87,7 % en 2018), une proportion sensiblement équivalente à celle de 1990 (87,1 %). La répartition détaillée en 2018 est la suivante : 
prairies (77,7 %), forêts (12,3 %), zones agricoles hétérogènes (6,2 %), terres arables (3,9 %). L'évolution de l’occupation des sols de la commune et de ses infrastructures peut être observée sur les différentes représentations cartographiques du territoire : la carte de Cassini (XVIIIe siècle), la carte d'état-major (1820-1866) et les cartes ou photos aériennes de l'IGN pour la période actuelle (1950 à aujourd'hui).

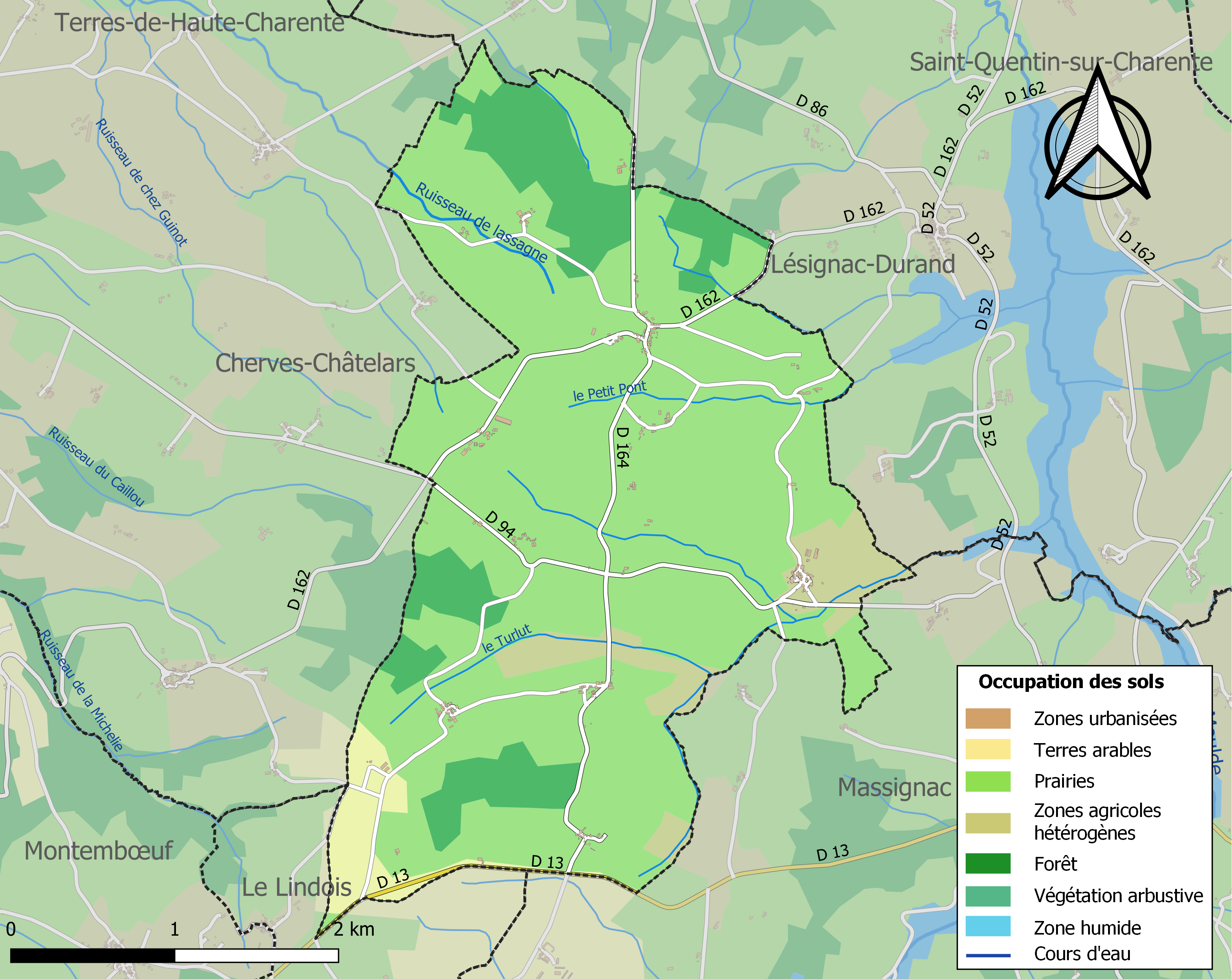
Carte des infrastructures et de l'occupation des sols de la commune en 2018 (CLC).

### Risques majeurs
Le territoire de la commune de Mouzon est vulnérable à différents aléas naturels : météorologiques (tempête, orage, neige, grand froid, canicule ou sécheresse) et séisme (sismicité faible). Il est également exposé à un risque particulier : le risque de radon. Un site publié par le BRGM permet d'évaluer simplement et rapidement les risques d'un bien localisé soit par son adresse soit par le numéro de sa parcelle.

#### Risques naturels

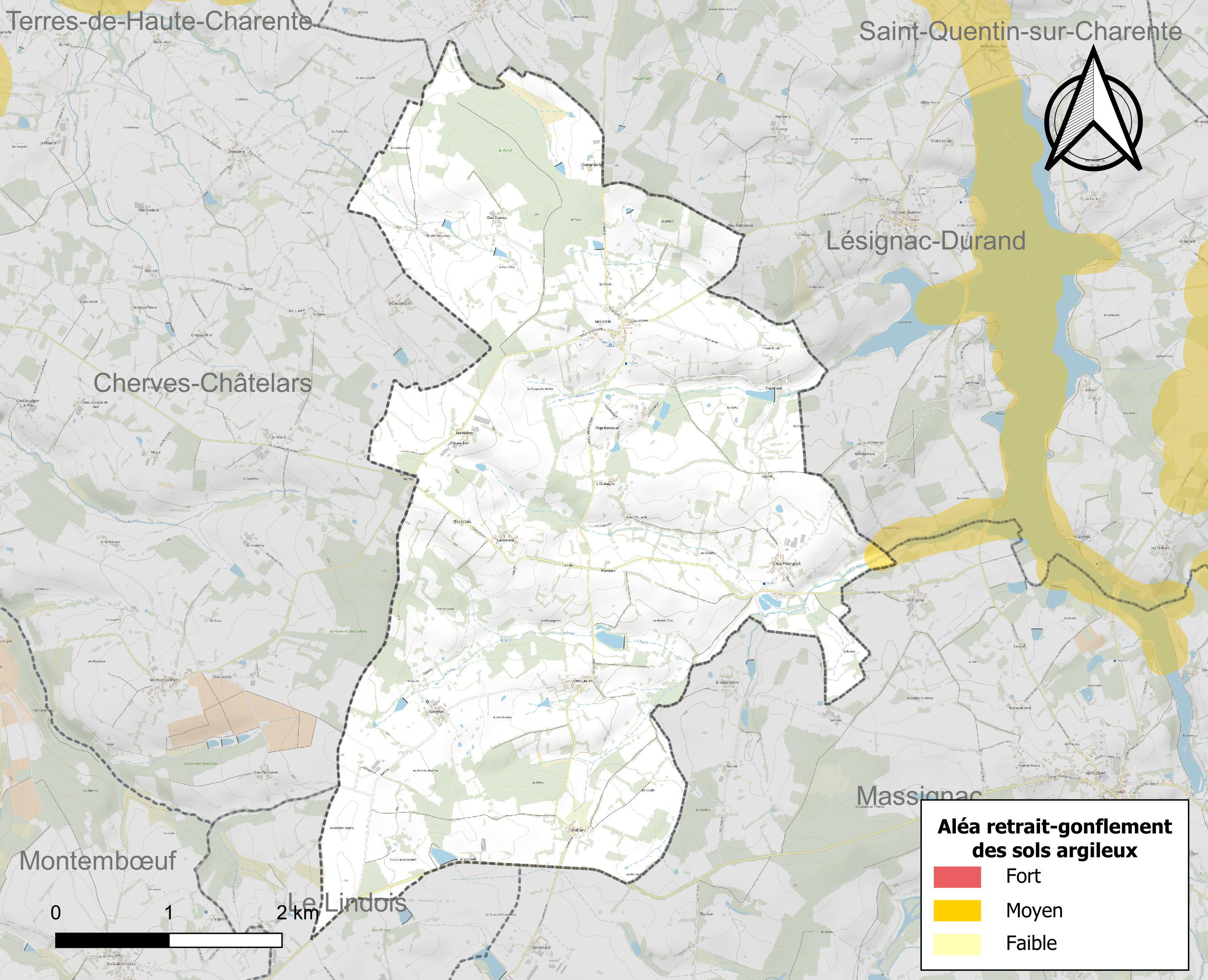
Carte des zones d'aléa retrait-gonflement des sols argileux de Mouzon.

Le retrait-gonflement des sols argileux est susceptible d'engendrer des dommages importants aux bâtiments en cas d’alternance de périodes de sécheresse et de pluie. 0,2 % de la superficie communale est en aléa moyen ou fort (67,4 % au niveau départemental et 48,5 % au niveau national). Sur les 111 bâtiments dénombrés sur la commune en 2019,  aucun n'est en aléa moyen ou fort, à comparer aux 81 % au niveau départemental et 54 % au niveau national. Une cartographie de l'exposition du territoire national au retrait gonflement des sols argileux est disponible sur le site du BRGM,.
Par ailleurs, afin de mieux appréhender le risque d’affaissement de terrain, l'inventaire national des cavités souterraines permet de localiser celles situées sur la commune.
La commune a été reconnue en état de catastrophe naturelle au titre des dommages causés par les inondations et coulées de boue survenues en 1982, 1983 et 1999. Concernant les mouvements de terrains, la commune a été reconnue en état de catastrophe naturelle au titre des dommages causés par des mouvements de terrain en 1999.

#### Risque particulier
Dans plusieurs parties du territoire national, le radon, accumulé dans certains logements ou autres locaux, peut constituer une source significative d’exposition de la population aux rayonnements ionisants. Certaines communes du département sont concernées par le risque radon à un niveau plus ou moins élevé. Selon la classification de 2018, la commune de Mouzon est classée en zone 3, à savoir zone à potentiel radon significatif.

## Toponymie
Les formes anciennes sont Mousont au XIVe siècle, Mozomo (non daté).
L'origine du nom de Mouzon remonterait à un nom de personne gaulois Mosus ou Mausos auquel est apposé le suffixe -magus qui signifie « marché », ce qui correspondrait à Mosomagus.

### Langues
La commune est dans la partie occitane de la Charente qui en occupe le tiers oriental, et le dialecte est limousin. Elle se nomme Mausom en occitan.

## Histoire
À l'époque gallo-romaine, il est probable que Mouzon était un lieu de marché, d'après son nom ancien. En effet, Mouzon est située non loin au sud de la voie d'Agrippa de Saintes à Lyon, qui passait par Chassenon et Limoges (elle passait à Cherves-Châtelars), et une voie secondaire dite le chemin des Anglais, voie qu'on pense gauloise, s'en détachait pour aller vers Angoulême et passait dans la commune. Elle suivait la crête en direction de l'Arbre, commune de Mazerolles, et descendait vers Saint-Sornin. Ses vestiges étaient encore visibles en 1860 à 1 km au sud-ouest du bourg. Ces deux voies se rejoignaient vers Saint-Quentin-sur-Charente.
L'église a été construite au XIe siècle.

## Politique et administration

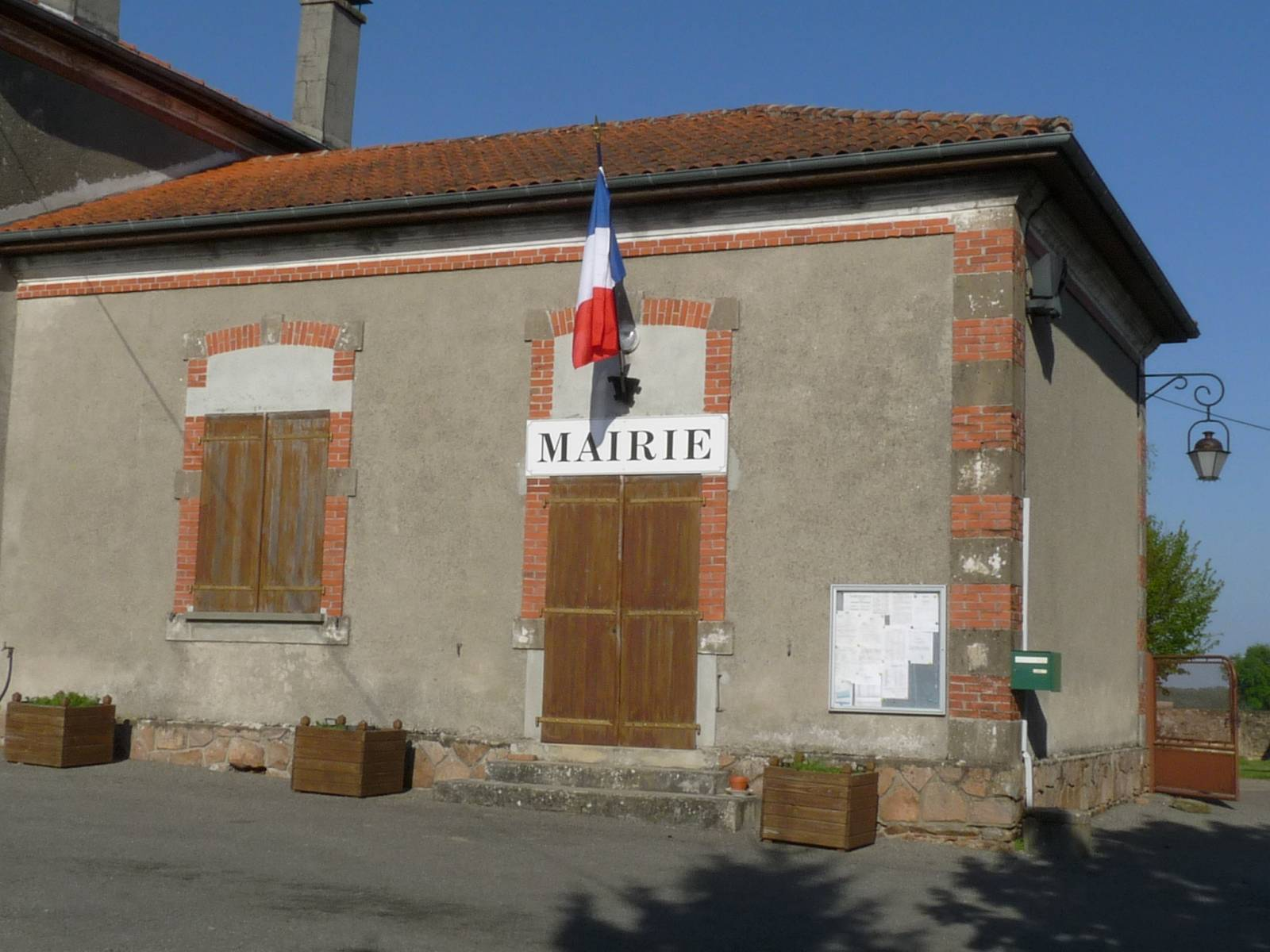
La mairie.

| Période                                  | Période  | Identité          | Étiquette | Qualité         |
| ---------------------------------------- | -------- | ----------------- | --------- | --------------- |
| Les données manquantes sont à compléter. |          |                   |           |                 |
| 2001                                     | 2014     | Jacqueline Doucet | SE        | Agricultrice    |
| 2014                                     | En cours | Daniel Brandy     | SE        | Agent technique |

## Démographie

### Évolution démographique
L'évolution du nombre d'habitants est connue à travers les recensements de la population effectués dans la commune depuis 1793. Pour les communes de moins de 10 000 habitants, une enquête de recensement portant sur toute la population est réalisée tous les cinq ans, les populations de référence des années intermédiaires étant quant à elles estimées par interpolation ou extrapolation. Pour la commune, le premier recensement exhaustif entrant dans le cadre du nouveau dispositif a été réalisé en 2004.

En 2022, la commune comptait 140 habitants, en évolution de +7,69 % par rapport à 2016 (Charente : −0,48 %, France hors Mayotte : +2,11 %).
| 1793 | 1800 | 1806 | 1821 | 1831 | 1841 | 1846 | 1851 | 1856 |
| ---- | ---- | ---- | ---- | ---- | ---- | ---- | ---- | ---- |
| 531  | 587  | 576  | 591  | 602  | 602  | 654  | 640  | 630  |

| 1861 | 1866 | 1872 | 1876 | 1881 | 1886 | 1891 | 1896 | 1901 |
| ---- | ---- | ---- | ---- | ---- | ---- | ---- | ---- | ---- |
| 579  | 603  | 515  | 541  | 535  | 541  | 546  | 562  | 558  |

| 1906 | 1911 | 1921 | 1926 | 1931 | 1936 | 1946 | 1954 | 1962 |
| ---- | ---- | ---- | ---- | ---- | ---- | ---- | ---- | ---- |
| 554  | 509  | 453  | 467  | 421  | 376  | 291  | 285  | 246  |

| 1968 | 1975 | 1982 | 1990 | 1999 | 2004 | 2006 | 2009 | 2014 |
| ---- | ---- | ---- | ---- | ---- | ---- | ---- | ---- | ---- |
| 240  | 193  | 160  | 155  | 149  | 149  | 152  | 136  | 133  |

| 2019 | 2022 | - | - | - | - | - | - | - |
| ---- | ---- | - | - | - | - | - | - | - |
| 134  | 140  | - | - | - | - | - | - | - |

### Pyramide des âges
La population de la commune est relativement âgée.
En 2018, le taux de personnes d'un âge inférieur à 30 ans s'élève à 20,2 %, soit en dessous de la moyenne départementale (30,2 %). À l'inverse, le taux de personnes d'âge supérieur à 60 ans est de 47 % la même année, alors qu'il est de 32,3 % au niveau départemental.
En 2018, la commune comptait 66 hommes pour 67 femmes, soit un taux de 50,38 % de femmes, légèrement inférieur au taux départemental (51,59 %).
Les pyramides des âges de la commune et du département s'établissent comme suit.
| Hommes | Classe d’âge | Femmes |
| ------ | ------------ | ------ |
| 1,5    | 90 ou +      | 1,5    |
| 9,1    | 75-89 ans    | 10,3   |
| 39,4   | 60-74 ans    | 32,4   |
| 24,2   | 45-59 ans    | 23,5   |
| 10,6   | 30-44 ans    | 7,4    |
| 7,6    | 15-29 ans    | 14,7   |
| 7,6    | 0-14 ans     | 10,3   |

| Hommes | Classe d’âge | Femmes |
| ------ | ------------ | ------ |
| 1      | 90 ou +      | 2,7    |
| 9,2    | 75-89 ans    | 12     |
| 20,6   | 60-74 ans    | 21,3   |
| 20,7   | 45-59 ans    | 20,3   |
| 16,8   | 30-44 ans    | 16     |
| 15,6   | 15-29 ans    | 13,4   |
| 16,1   | 0-14 ans     | 14,3   |

## Lieux et monuments

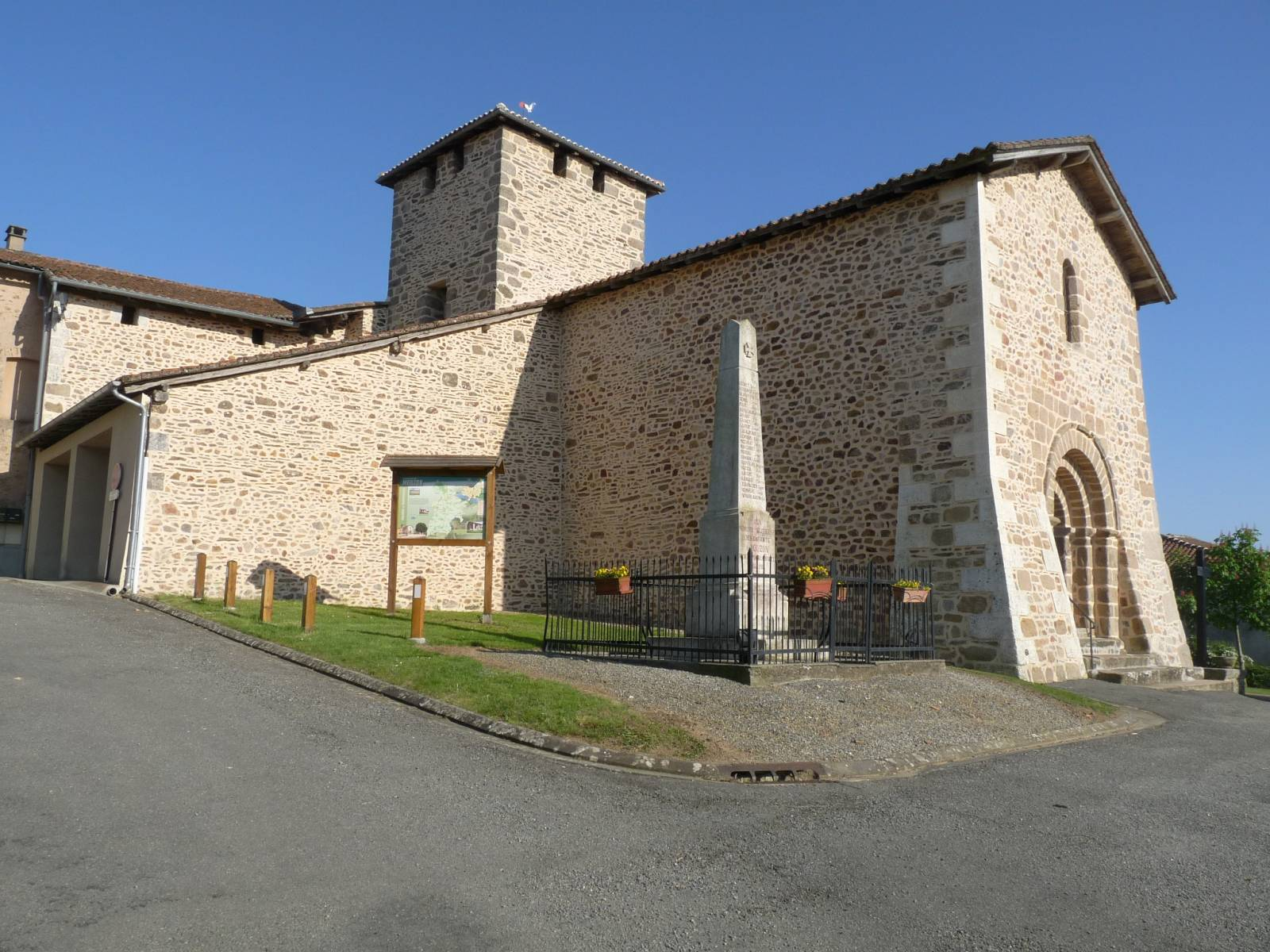
L'église et le monument aux morts.

- L'église paroissiale Saint-Martin, romane du XIe siècle
- Halles
- Fontaine Saint-Martin
- Fontaine de Sargnac